# Anii 210 î.Hr.
Secole: Secolul al IV-lea î.Hr. - Secolul al III-lea î.Hr. - Secolul al II-lea î.Hr.
Decenii: Anii 260 î.Hr. Anii 250 î.Hr. Anii 240 î.Hr. Anii 230 î.Hr. Anii 220 î.Hr. - Anii 210 î.Hr. - Anii 200 î.Hr. Anii 190 î.Hr. Anii 180 î.Hr. Anii 170 î.Hr. Anii 160 î.Hr.
Anii: 220 î.Hr. | 219 î.Hr. | 218 î.Hr. | 217 î.Hr. | 216 î.Hr. | 215 î.Hr. | 214 î.Hr. | 213 î.Hr. | 212 î.Hr. | 211 î.Hr. | 210 î.Hr.
Evenimente